# All the Young Dudes
Singles de Mott the Hoople
Downtown
(1971) One of the Boys
(1972)
Clip vidéo
[vidéo] « All the Young Dudes (audio) », sur YouTube
All the Young Dudes est une chanson du groupe de rock britannique Mott the Hoople extraite de leur album de 1972 All the Young Dudes. À la fin de juillet, un mois avant la sortie de l'album, elle a été publiée en single.
Au Royaume-Uni, le single a atteint la 3e place. Aux États-Unis, la chanson a atteint la 37e place (dans le Hot 100 du magazine Billboard).
L'auteur de la chanson est l'auteur-compositeur-interprète britannique David Bowie.